# Pedro de Queirós
Pedro Tomás de Queirós Ferreira (Beberibe, 5 de setembro de 1854 — Fortaleza, 12 de julho de 1918) foi bacharel em Direito, magistrado, jornalista e historiador brasileiro. Pertenceu à Academia Cearense de Letras (cadeira n.° 6), que ajudou a fundar.

## Biografia
Nasceu em Beberibe, que então fazia parte do município de Cascavel, filho de João Tomás Ferreira e de Laurentina de Queirós (Lima) Ferreira, através de quem, era primo-tio da também escritora Raquel de Queirós. Em 12 de novembro de 1880, formou-se em Direito pela Faculdade de Recife.
Quando estudante de preparatórios, redigiu em Fortaleza, com Clóvis Beviláqua, Paula Nei, Gil Amora e João Edmundo, o jornal E Pur Se Mouve. Em Recife redatoriou, com Antônio Augusto, Virgílio Brígido, Gil Amora, Tarquínio de Sousa Filho e José Augusto de Sousa Amaranto, o Ensaio Jurídico e Literário, colaborou no Academus, Revista de Pernambuco e Província de Pernambuco e foi relator da comissão da redação do órgão do Clube Liberal Acadêmico e um dos oradores das solenidades promovidas por ocasião da passagem do centenário de Camões.
Em 15 de agosto de 1894, junto com o Barão de Studart, Antônio Augusto de Vasconcelos, Tomás Pompeu de Sousa Brasil Filho, entre outros, fundou a Academia Cearense de Letras, que precedeu à Academia Nacional.
Exerceu no Ceará os cargos de juiz municipal de Baturité, chefe de polícia, na antiga província (ocupando o cargo interinamente quando no fim do regime monárquico) e, depois, no estado, e desembargador do Tribunal da Relação. Manteve em Baturité o periódico O Tempo, com Pedro Sombra e Pedro Catão, e colaborou vastamente na imprensa da capital.
Após ser desapossado do cargo de desembargador por ter participado da sedição ao presidente estadual José Clarindo de Queirós, retirou-se da vida pública, tendo falecido aos 64 anos incompletos.